# Organ, Novi Meksiko
Organ je neuključeno područje i popisom određeno mjesto u okrugu Doñi Ani u američkoj saveznoj državi Novom Meksiku. 
Prema popisu stanovništva SAD 2010., imao je 323 stanovnika.

## Zemljopis
Zemljopisni položaj je 32°25′32″N 106°35′48″W / 32.42556°N 106.59667°W (32,4250817;-106,6024067). Prema Uredu SAD-a za popis stanovništva, zauzima 2,24 km² površine, sve suhozemne.
Nalazi se duž ceste br. 70 10 milja istočno od Las Crucesa duž ceste ceste ka raketnom poligonu White Sandsu, nacionalnom spomeniku White Sandsu i gradu Alamogordu. Zbog važna položaja nije postao klasičnim gradom duhova.
Organ je podno Gorja sv. Augustina (eng. San Augustin Mountains, špa. Sierra de San Agustín), završnog podlanca velikog gorja sv. Andrije (eng. San Andres Mountains, špa. Sierra de San Andrés). Cestom br. 70 preko prijevoja sv. Augustina (eng. San Augustin Pass) prema jugu leži Orguljsko gorje (eng. Organ Mountains, špa. Sierra de los Órganos). Gorje je dobilo ime po orguljama jer im vrhovi strše uvis poput svirala od orgulja. Ime naselja Organ znači "orgulje".

## Povijest
Osnovan je 1883. godine.

## Promet i infrastruktura
U Organu je poštanski ured ZIP koda 88052.
U Organu je muzej svemirskih murala (Space Murals Museum). 

## Stanovništvo
Prema podatcima popisa 2010. ovdje je bilo 323 stanovnika, 153 kućanstva od čega 81 obiteljsko, a stanovništvo po rasi bili su 78,6% bijelci, 2,5% "crnci ili afroamerikanci", 2,2% "američki Indijanci i aljaskanski domorodci", 0,3% Azijci, 0% "domorodački Havajci i ostali tihooceanski otočani", 13,3% ostalih rasa, 3,1% dviju ili više rasa. Hispanoamerikanaca i Latinoamerikanaca svih rasa bilo je 41,5%.